# Elisabet Cedersund
Elisabet Cedersund, född 1950 i Lindesberg i Sverige, är en svensk professor vid Linköpings universitet i äldre och åldrande. 
Hon har från 2006 även varit verksam som professor i socialt arbete vid Högskolan i Jönköping. Cedersund blev fil. dr vid tema Kommunikation vid Linköpings universitet 1992 och docent 2001. 
Sedan 2011 är Cedersund verksam vid NISAL (Nationella institutet för forskning om äldre och åldrande).
Cedersunds forskning rör mötet mellan människor i olika typer av ärendeprocesser där muntlig kommunikation används som underlag för beslut. Andra studier har handlat om samverkan mellan olika professioner och organisationer, samt om förändringsarbete och utveckling av verksamhet, inom kommunal verksamhet och privata företag.
Cedersund är från 2011 ordförande för FORSA, Förbundet för forskning i socialt arbete.